# شوارتسنباخ آم والد
شهر شوارتسنباخ آم والد (به آلمانی: Schwarzenbach am Wald) در ایالت بایرن در کشور آلمان واقع شده‌است.